# Rui Mendes
Rui Jorge Monteiro Mendes (Gondar, 10 novembre 1999) è un calciatore portoghese con cittadinanza tedesca, attaccante del Groningen.

## Biografia
Nato in Portogallo, si è trasferito a sette anni con la famiglia a Dissen, in Bassa Sassonia.

## Carriera
Cresciuto nel settore giovanile dell'Arminia Bielefeld, nel 2018 si trasferisce nella seconda squadra dell'Hoffenheim, con cui disputa tre campionati di Regionalliga. Il 30 luglio 2021 viene tesserato con un biennale dall'Emmen, con cui vince il campionato di Eerste Divisie, conquistando la promozione in Eredivisie.
Nel 2024 si trasferisce al Groningen.

## Statistiche

### Presenze e reti nei club
Statistiche aggiornate al 27 agosto 2022.
| Stagione             | Squadra              | Campionato           | Campionato | Campionato | Coppe nazionali | Coppe nazionali | Coppe nazionali | Coppe continentali | Coppe continentali | Coppe continentali | Altre coppe | Altre coppe | Altre coppe | Totale | Totale |
| Stagione             | Squadra              | Comp                 | Pres       | Reti       | Comp            | Pres            | Reti            | Comp               | Pres               | Reti               | Comp        | Pres        | Reti        | Pres   | Reti   |
| -------------------- | -------------------- | -------------------- | ---------- | ---------- | --------------- | --------------- | --------------- | ------------------ | ------------------ | ------------------ | ----------- | ----------- | ----------- | ------ | ------ |
| 2018-2019            | Hoffenheim II        | RL                   | 16         | 4          | -               | -               | -               | -                  | -                  | -                  | -           | -           | -           | 16     | 4      |
| 2019-2020            | Hoffenheim II        | RL                   | 16         | 2          | -               | -               | -               | -                  | -                  | -                  | -           | -           | -           | 16     | 2      |
| 2020-2021            | Hoffenheim II        | RL                   | 26         | 4          | -               | -               | -               | -                  | -                  | -                  | -           | -           | -           | 26     | 4      |
| Totale Hoffenheim II | Totale Hoffenheim II | Totale Hoffenheim II | 58         | 10         |                 | -               | -               |                    | -                  | -                  |             | -           | -           | 58     | 10     |
| 2021-2022            | Emmen                | ED                   | 36         | 15         | CO              | 2               | 2               | -                  | -                  | -                  | -           | -           | -           | 38     | 17     |
| 2022-2023            | Emmen                | E                    | 4          | 1          | CO              | 0               | 0               | -                  | -                  | -                  | -           | -           | -           | 4      | 1      |
| Totale Emmen         | Totale Emmen         | Totale Emmen         | 40         | 16         |                 | 2               | 2               |                    | -                  | -                  |             | -           | -           | 42     | 18     |
| Totale carriera      | Totale carriera      | Totale carriera      | 98         | 26         |                 | 2               | 2               |                    | -                  | -                  |             | -           | -           | 100    | 28     |

## Palmarès

### Club

#### Competizioni nazionali
- Eerste Divisie: 1

Emmen: 2021-2022